# クリスティナ・ブレーマー
クリスティナ・ブレーマー （Christina Brehmer、1958年2月28日 - ）は、旧東ドイツの陸上競技選手。
ブレーマーは、1976年モントリオールオリンピックの400mでポーランドのイレーナ・シェビンスカについで2位でフィニッシュし銀メダルを獲得。さらに4×400mリレーでは、東ドイツチームのアンカーを務め、金メダルを獲得。
1980年モスクワオリンピックには4×400mリレーに出場、東ドイツの第3走を務め、銀メダルを獲得した。
ブレーマーはモントリオールオリンピック直前の、1976年5月に49秒77の世界新記録を樹立。（電気掲示板による記録表示での女子初の49秒台である。）しかし、その直後にシェビンスカによって記録を破られている。

## 自己ベスト
- 400m - 49秒66 （1980年）

## 主な実績
| 年   | 大会                 | 場所                       | 種目         | 結果 | 記録      |
| ---- | -------------------- | -------------------------- | ------------ | ---- | --------- |
| 1976 | オリンピック         | モントリオール（カナダ）   | 400m         | 2位  | 50秒51    |
| 1976 | オリンピック         | モントリオール（カナダ）   | 4×400mリレー | 1位  | 3分19秒23 |
| 1978 | ヨーロッパ陸上選手権 | プラハ（チェコスロバキア） | 400m         | 2位  | 50秒38    |
| 1978 | ヨーロッパ陸上選手権 | プラハ（チェコスロバキア） | 4×400mリレー | 1位  | 3分21秒20 |
| 1979 | ユニバーシアード     | メキシコシティ（メキシコ） | 400m         | 3位  | 51秒59    |
| 1980 | オリンピック         | モスクワ（ソビエト連邦）   | 400m         | 3位  | 49秒66    |
| 1980 | オリンピック         | モスクワ（ソビエト連邦）   | 4×400mリレー | 2位  | 3分20秒4  |